# Castanet-Tolosan
Castanet-Tolosan település Franciaországban, Haute-Garonne megyében. Lakosainak száma 15 264 fő (2022. január 1.). Castanet-Tolosan Auzeville-Tolosane, Escalquens, Labège, Mervilla, Péchabou, Pompertuzat és Rebigue községekkel határos.

## Népesség
A település népességének változása:
| Lakosok száma | 1847 | 4668 | 7697 | 10 329 | 12 388 | 12 833 | 13 529 | 14 213 | 14 377 | 15 264 |
|               | 1968 | 1982 | 1990 | 2006   | 2013   | 2015   | 2017   | 2019   | 2020   | 2022   |